# Flow (pel·lícula)
Flow és una pel·lícula espanyola independent de 2014, de gènere dramàtic, dirigida pel debutant David Martínez i protagonitzada per Juan del Santo com a actor principal i Berta Solanas Martinez com a actriu de suport. La resta del repartiment no apareixen físicament en escena però si les seves veus, destacant les de Concha Velasco, Emilio Gutiérrez Caba i Lluís Homar.
Va ser rodada amb seixanta mil euros de pressupost en només nou dies. Malgrat el limitat d'aquest, li pel·lícula va circular durant un any per quaranta-cinc festivals de cinema, acumulant un total de trenta-tres premis cinematogràfics i altres nou nominacions.

## Argument
Walter Mann és un actor que pot complir el somni de la seva vida: protagonitzar la seva pròpia obra teatral. No obstant això, el gran moment que està per arribar es veu esquitxat per una batalla interna que li desestabilitzarà emocionalment.
Els records més foscos impediran que Walter es reconciliï amb si mateix. En aquesta lluita per perdonar-se a si mateix decideix començar un viatge a la recerca de l'espiritualitat de l'ésser humà.

## Repartiment
- Juan del Santo com Walter Mann.
- Berta Solanas Martinez com Berta.
- Francesc Garrido com germà de Walter.
- Emilio Gutiérrez Caba Pare de Walter.
- Lluís Homar com mestre de Walter.
- Alejandra Lorente com dona de Walter.
- Carlos Rubio Escobar com Pastor.
- Gonzalo Baz com a agent de Walter.
- Concha Velasco como mare de Walter.
- Óscar Zafra com advocat de Walter.